# Buena Vista (Tarija)
Buena Vista ist eine Ortschaft im Departamento Tarija im südamerikanischen Anden-Staat Bolivien.

## Lage im Nahraum
Buena Vista ist zentraler Ort des Kanton Buena Vista im Municipio Yunchará in der Provinz José María Avilés. Die Ortschaft liegt auf einer Höhe von 2745 m am Río Honda, der zum Río San Juan del Oro fließt.

## Geographie
Buena Vista liegt im südlichen Teil der kargen Hochebene des bolivianischen Altiplano. Das Klima ist wegen der Binnenlage kühl und trocken und ein typisches Tageszeitenklima, bei dem die mittleren Temperaturschwankungen zwischen Tag und  Nacht in der Regel deutlich größer sind als die jahreszeitlichen Schwankungen (siehe Klimadiagramm  Tupiza).
Die Jahresdurchschnittstemperatur  liegt bei 13 °C und schwankt nur unwesentlich zwischen 8 °C im Juni/Juli und 16 °C von Dezember bis Februar. Der Jahresniederschlag beträgt nur etwa 300 mm, mit einer stark ausgeprägten Trockenzeit von April bis Oktober mit   Monatsniederschlägen unter 10 mm, und einer nur schwach ausgeprägten Feuchtezeit von Dezember bis Februar mit 60–80 mm Monatsniederschlag.

## Verkehrsnetz
Buena Vista liegt in einer Entfernung von 136 Kilometer von Tarija, der Hauptstadt des gleichnamigen Departamentos. 
Von Tarija aus führt die bis zum Titicaca-See führende Nationalstraße Ruta 1 nach Nordwesten. Nach 50 Kilometern zweigt eine kleinere Landstraße nach Süden ab, die über Iscayachi und Yunchará nach Tojo und weiter bis in den Südosten des Departamento Potosí führt. Drei Kilometer vor Tojo zweigt hinter der Brücke über den Río Honda eine unbefestigte Straße nach Süden ab, die nach weiteren drei Kilometern die Streusiedlung Buena Vista erreicht.

## Bevölkerung
Die  Einwohnerzahl der Ortschaft ist zwischen 1992 und 2012 deutlich zurückgegangen:
| Jahr | Einwohner | Quelle       |
| ---- | --------- | ------------ |
| 1992 | 155       | Volkszählung |
| 2001 | 140       | Volkszählung |
| 2012 | 69        | Volkszählung |
| 2024 |           | Volkszählung |